# Electronic Sports League
Die ESL (ehemals ESPL, früher verwendete volle Bezeichnung Electronic Sports League) ist der Markenname des Kölner E-Sport-Unternehmens ESL Gaming, das wiederum einer Tochter des saudi-arabischen Staatsfonds Public Investment Fund gehört. Sie ging im Jahre 2000 aus der 1997 von Ralf Reichert, dem heutigen Geschäftsführer, und weiteren Partnern gegründeten Deutschen Clanliga (DeCL) hervor und ist damit die älteste Marke im E-Sport ihrer Art weltweit. Die ESL fungiert heute nicht mehr als Liga, sondern als Veranstalter verschiedener Turniere und Ligen in über 50 Spielen. Dazu gehören auch professionelle Turniere bzw. Turnierserien und Ligen wie die Intel Extreme Masters und die ESL One Series.
Trotz der marktführenden Position der ESL schreibt der Wettbewerbsveranstalter seit Jahren rote Zahlen und fährt teilweise zweistellige Millionenverluste pro Jahr.
Obwohl die ESL seit mehr als zwanzig Jahren existiert, gilt sie nach wie vor als einer der innovativsten Veranstalter der Welt.

## Struktur
Die ESL ist sowohl auf nationaler als auch internationaler Ebene vertreten:

### Nationale Wettbewerbe
Mit den folgenden Marken ist die ESL auf nationaler Ebene aktiv:
- ESL Meisterschaft (kurz ESLM) als nationale Königsklasse und E-Sport-Bundesliga für die besten Spieler im Kampf um die nationale Meisterschaft, zuvor als ESL Pro Series (EPS) bekannt.
- Deutsche Games Schulmeisterschaft als Wettbewerb für Schüler verschiedener Schulen.[5]
- ESL DACH-League als Wettbewerb, in dem Teams für die verschiedenen Bundesländer bzw. Kantone aus Deutschland, Österreich, Luxembourg und der Schweiz in dem Spiel CS:GO antreten.[6]

### Internationale Wettbewerbe
Mit den folgenden Marken ist bzw. war die ESL auf internationaler Ebene aktiv:
- ESL Ladders und ESL A-Series für Anfänger und Hobbyspieler.

- ESL One Series (früher International Premiership Series und ESL Major Series) für die besten Mannschaften in den Disziplinen Counter-Strike: Global Offensive, Dota 2 und Battlefield 4. (Stand: Oktober 2015)

- ESL Intel Extreme Masters (kurz IEM) nach dem Vorbild der UEFA Champions League als Spitzenliga im Clan-E-Sport für die besten Mannschaften und Spieler in den Disziplinen Counter-Strike: Global Offensive, StarCraft II, League of Legends und Heroes of the Storm. (Stand: Season X)

- ESL WC3L Series (kurz WC3L), die Warcraft-III-Clanliga als internationale Königsklasse und Teamweltmeisterschaft.

- ESL Pro League (kurz EPL), internationale Liga in Counter-Strike: Global Offensive

- ESL European Nations Championship (kurz ENC) als Europameisterschaft für Nationalmannschaften. Es wird ermittelt, welche Nation die besten E-Sportler Europas stellt.

## Wettbewerbe
Die ESL veranstaltet in Eigenverantwortung oder zusammen mit Partnern oder Spieleherstellern wie Blizzard Entertainment, Riot Games, Valve Corporation oder Wargaming.net Turniere und Ligen sowohl auf nationaler als auch auf internationaler Ebene.

### ESL Play
ESL Play ist eine der führenden Plattformen im E-Sport. Für zahlreiche Computerspiele bietet ESL Play angemeldeten Benutzern die Möglichkeit Online in Wettbewerben gegeneinander anzutreten. Wettbewerbe der ESL Open, der untersten Ebene des ESL-Ligassystems, stehen für jeden offen. ESL Major stellt die nächsthöhere Ebene der ESL dar. In dieser Ebene werden die wöchentlich abgehaltenen Go4Cups, die ESL Major League und viele weitere Onlineturniere mit Teilnehmerbeschränkungen veranstaltet. Die besten Teams der ESL Major können sich für Turniere der höchsten Ebene ESL Pro qualifizieren.

### ESL Meisterschaft
Die ESL Meisterschaft ist die höchste Klasse der Electronic Sports League im deutschsprachigen Raum. Bis 2015 war der Wettbewerb unter dem Namen ESL Pro Series bekannt.
In der ESL Meisterschaft werden zurzeit folgende Spiele gespielt:
- Spiele
  - Counter-Strike: Global Offensive
  - League of Legends
  - PlayerUnknown’s Battlegrounds

Neben der ESL Meisterschaft veranstaltet die ESL in mehr als zehn weiteren Staaten national bzw. regional begrenzte Meisterschaften.

### Pro League
Die ESL veranstaltet aktuell sieben Pro Leagues in den Disziplin Counter-Strike: Global Offensive, Gears of War, Guild Wars 2, Halo 5: Guardians, Hearthstone: Heroes of Warcraft, Mortal Kombat X und Tom Clancy’s Rainbow Six Siege. Die Pro League der ESL stellt die höchste internationale Liga der Electronic Sports League in der jeweiligen Disziplin dar. Viele der Pro Leagues werden in Kooperation mit den Spieleherstellern abgehalten.
In der Pro League der Disziplin Counter-Strike: Global Offensive werden 2016 mehr als 1,5 Millionen US-Dollar Preisgeld verteilt.
Hauptartikel: ESL Pro League

### ESL One Series
Die ESL One Series ist eine internationale Turnierserie. Historisch gesehen duellierten sich die Teilnehmer in der bis 2014 als ESL Major Series (kurz: EMS) bekannte Turnierreihe meist Online in Spielen, die nicht in der EPS oder den Intel Extreme Masters unterstützt wurden. Der Vorgänger der EMS war die IPS (International Premiership Series). Die EMS war direkt unter den Intel Extreme Masters angeordnet. Auch in der ESL One Series bot zunächst eine Plattform für Disziplinen, die nicht Teil der Intel Extreme Masters waren. Mit der zehnten Saison wurde Counter-Strike: Global Offensive Teil der Intel Extreme Masters. Diese Disziplin ist damit zugleich Teil der Intel Extreme Masters und der ESL One Series.
In der ESL One Series werden zurzeit folgende Spiele gespielt:
- Spiele
  - Counter-Strike: Global Offensive
  - Dota 2

### ESL WC3L Series
Die ESL WC3L Series startete am 12. Dezember 2002. Sie ist die höchste Warcraft-III-Clanliga der ESL, in welcher pro Saison die zwölf besten Teams in Relegation und Qualifikationsturnieren um ein Preisgeld von bis zu 30 000 Euro kämpften.

### Counter-Strike Champions League
Die Counter-Strike Champions League stellte die europäische Counter-Strike-Liga dar. In ihr traten die besten Teams aus ganz Europa gegeneinander an.
| Platz | Season I (Finale: 22. – 24. Februar 2005) | Season II (Finale: 14. – 16. Juli 2005) | Season III (Finale: 17. – 19. März 2006) |
| ----- | ----------------------------------------- | --------------------------------------- | ---------------------------------------- |
| 1.    | Team64                                    | Virtus.pro                              | fnatic                                   |
| 2.    | SK Gaming                                 | a-Losers                                | mousesports                              |
| 3.    | Team9                                     | Begrip.ru                               | mTw                                      |
| 4.    | MeetYourMakers                            | Hostile Records                         | man1a                                    |

Abgelöst wurde die CSCL durch die Intel Extreme Masters für die europaweit besten Clans in Counter-Strike und die besten Einzelspieler in Warcraft III. Die Intel Extreme Masters unterscheiden sich von der Counter-Strike Champions League in erster Linie durch ein höher dotiertes Preisgeld und eine weltweite E-Sport-Tour. Die bei den Intel Extreme Masters gespielten Disziplinen wechselten im Laufe der Jahre.

### Intel Extreme Masters
Hauptartikel: ESL Intel Extreme Masters
Die ESL Intel Extreme Masters ist der weltweit höchste Wettkampf der Electronic Sports League.

### European Nations Championship
Die European Nations Championship war ein von 2004 bis 2010 stattfindender Wettbewerb für Nationalmannschaften, in dem ermittelt wurde, welche Nation die besten e-Sportler Europas stellt. Das Finale fand jedes Jahr im August auf der Gamescom in Köln bzw. auf der Games Convention in Leipzig statt.

### VR League
Die VR League wird seit 2017 in Zusammenarbeit mit Oculus ausgetragen. Disziplinen sind Echo Arena, Echo Combat, Onward und Spacejunkies.

## Trusted Player
Die ESL bietet dem Benutzer die Möglichkeit, sich als Trusted Player einstufen zu lassen, wodurch in erster Linie verhindert werden soll, dass sich gesperrte Spieler ein weiteres Benutzerkonto anlegen und ungestört spielen können, ohne entdeckt zu werden. In der ESL wird der Trusted Player-Status zunehmend Pflicht.
Mit der Einführung von Trusted Pro ist die Zusammenlegung der bisherigen vier Trustlevel geplant. Wann dies umgesetzt wird, steht noch nicht fest. Es soll dann laut Betreiber nur noch zwei Truststufen geben: Trusted und Trusted Pro.

### Trustlevel 1
Um diesen Trustlevel zu erhalten, muss ein Brief von der ESL angefordert werden, in dem ein 20-stelliger Code zu finden ist. Dieser ist auf der ESL-Seite einzugeben. Zusätzlich enthält dieser Brief eine Playercard, mit der man sich auf ESL-Events wie zum Beispiel den Intel Friday Night Games ausweisen kann. Der Trustlevel kostet 8,95 Euro und muss alle drei Jahre erneuert werden.

### Trustlevel 2
Dieser Trustlevel erfordert die Eingabe der Personalausweisnummer und ist kostenlos. Die Nummer wird nicht gespeichert und es ist erforderlich, dass der Benutzer bereits über Trustlevel 1 verfügt.

### Trustlevel 3
Um Trusted Player 3 zu werden, muss man eine Kopie des Personalausweises und eine unterschriebene Einverständniserklärung, die besagt, dass man sich an die Regeln der ESL hält und nur ein Benutzerkonto besitzt, an die ESL schicken. Man kann die erforderlichen Dokumente auch auf einer ESL-Veranstaltung, z. B. einem Intel Friday Night Game, abgeben. Bei beiden Varianten wird eine Bearbeitungsgebühr von etwa 2 Euro verlangt. Auch hier wird die Personalausweis-Kopie sofort nach der Überprüfung vernichtet. Trusted Player 3 kann man auch mit z. B. einem gültigen Kinderausweis oder eines Reisepasses werden. Es wird also kein Personalausweis benötigt, um Trusted Player 3 zu werden. Die Wartezeit, um Trustlevel 3 zu werden, dauert ca. drei bis zehn Tage.

### Trustlevel 4
Diesen Trustlevel erreichte man durch die Bestellung der 2007 eingeführten ESL-Kreditkarte. Diese Kreditkarte, rein technisch eine reguläre Visa-Karte der Landesbank Berlin mit ESL Logo, stand in drei verschiedenen Farben und drei verschiedenen Versionen zur Verfügung. Je nach Kartenvariante fielen monatliche Gebühren von 1,49 € oder 2,99 € an. Diese Gebühren waren jedoch explizit Gebühren für die Visakarte selbst, nicht für den Trustlevel 4. Aufgrund der anfallenden Gebühren und der Unerreichbarkeit der Kreditkarte und damit des Trustlevels für Minderjährige, wird Level 4 laut ESL niemals ein erforderlicher Status für eine ESL-Liga sein.
Die ESL Visa Card kann wegen einer Neugestaltung des Angebots nicht mehr bestellt werden.

### Trusted Pro
Im Februar 2011 wurde Trusted Pro eingeführt. In Kooperation mit der Deutschen Post soll dieser Trustlevel die sicherste Verifikationsstufe werden. Die eindeutige Identifikation des Users erfolgt durch den E-Postbrief. Neben einer Anmeldung für den E-Postbrief muss der Antragsteller per Postident-Verfahren seine Identität belegen. Dadurch, dass ein Vertrag mit der Deutschen Post eingegangen wird, muss der Antragsteller mindestens 18 Jahre alt sein. Der Preis für Trusted Pro liegt mit 7,85 € unter dem für Trusted 1-3. Die Gültigkeit liegt ebenfalls bei drei Jahren. Trusted Pro Mitglieder erhalten zudem auch eine Playercard. Erstbesteller erhalten einen speziellen Erstbesteller-Award, der im Spielerprofil angezeigt wird.

## Betreiber
Betrieben wurde die Electronic Sports League bis Ende Juni 2015 von der im Jahr 2000 gegründeten deutschen Turtle Entertainment GmbH, die ihren Sitz in Köln hat. Als Haupteinnahmequellen dienen Sponsoring-Einnahmen, Online-Werbung, Merchandising und das internationale Lizenzgeschäft. Turtle Entertainment vergibt an Partnerfirmen aus ganz Europa Lizenzen für den Betrieb eigener nationaler Sparten der ESL. Der größte Teil der Nutzer stammt jedoch nach wie vor aus Deutschland. Anfang 2006 sorgte Turtle Entertainment für Schlagzeilen, als der größte deutsche Konkurrent, GIGA-Liga, und Teile von GIGA selbst gekauft wurden. Im Zuge dessen wurde die GIGA-Liga komplett aus dem Angebot entfernt. Seit Ende 2007 ist Turtle Entertainment jedoch nicht mehr an GIGA beteiligt.
Anfang 2007 verkündete Turtle Entertainment die Kooperation mit der chinesischen Online-Liga ProGamer League (PGL), um die ESL auf dem chinesischen Markt zu etablieren.
Am 1. Juli 2015 gab die Turtle Entertainment GmbH 74 % ihrer Anteile für 78 Millionen € an den schwedischen Medienkonzern Modern Times Group ab.
Im Januar 2022 wurde die Übernahme von ESL Gaming durch die Savvy Gaming Group, einer Tochter des saudi-arabischen Staatsfonds Public Investment Fund, für gut eine Milliarde US-Dollar bekannt. Die Übernahme sorgte für teils heftige Kritik in der E-Sport Szene, da Saudi-Arabien als autoritär geführter Staat den progressiven Werten des E-Sports entgegenstünde.

## Consoles Sport League
Die Consoles Sports League wurde im Jahr 2006 gegründet und bietet eine Plattform für ein professionell aufgestelltes und organisiertes Spiele- und Ligensystem. Spieler können hier Mitspieler finden und Ergebnisse in Ranglisten und Tabellen eintragen. Darüber hinaus veranstaltet die CSL Turniere für Konsolenspieler mit Sach- und Geldpreisen.